# Thandie Newton
Thandiwe Adjewa "Thandie" Newton (født 6. november 1972) er en engelsk skuespiller, kendt for sine roller i film som Crash, RocknRolla og W.

## Filmografi i udvalg
- Gridlock'd (1997)
- Mission: Impossible II (2000)
- The Chronicles of Riddick (2004)
- Crash (2004)
- Norbit (2007)
- Run, Fat Boy, Run (2007)
- RocknRolla (2008)
- W (2008)
- 2012 (2009)
- Westworld (2016)